# Cuộc tấn công Nibeiwa
Cuộc tấn công vào Nibeiwa vào ngày 9 tháng 12 năm 1940 gần Nibeiwa, Ai Cập, khi căn cứ quân sự kiên cố của Ý do Tập đoàn quân Maletti, lực lượng thiết giáp thuộc Tập đoàn quân 10 trấn giữ bị quân Anh - Ấn đánh chiếm. Cuộc tấn công này chính thức mở màn cho Chiến dịch Compass một cuộc đột kích của người Anh, nếu thành công, họ sẽ đánh đuổi quân Ý ra khỏi Ai Cập. Ý chính thức tuyên chiến với Anh và Pháp vào ngày 10 tháng 6 và khi quân Ý xâm lược Ai Cập (Operazione E) từ ngày 9 đến ngày 16 tháng 9 năm 1940, Tập đoàn quân 10 của Ý đã đặt chân đến Sidi Barrani và bắt đầu xây dựng để hoàn thành Via della Vittoria (một con đường vận chuyển quân sự), phần mở rộng của Via Balbia (tuyến đường cao tốc bờ biển của Libya), được xây dựng từ biên giới; Tập đoàn quân Maletti đã đóng quân tại Nibeiwa, cách cảng Sidi Barrani 12 dặm (19 km) về phía nam.
Quân Anh tiến hành các hoạt động trì hoãn trong cuộc tiến công của người Ý với Đội Hỗ trợ 7 thuộc Sư đoàn Thiết giáp 7 và giữ các lực lượng chính của họ tại đầu tuyến đường sắt của  Mersa Matruh cách Sidi Barrani khoảng 80 dặm (130 km) về phía đông. Quân Anh liên tục tiến hành thăm dò hệ thống phòng thủ của Ý và sau đó lên kế hoạch đột kích kéo dài 5 ngày nhắm vào các căn cứ của Ý, vốn được xây dựng theo hình vòng cung từ bờ biển Maktila đến Sofafi ở phía tây nam trên vách đá nội địa. Quân Anh dự định tiến vào khoảng trống giữa Nibeiwa–Rabia và tấn công vào Nibeiwa từ phía tây và nếu cuộc tấn công này thành công, mục tiêu tiếp theo là các căn cứ quân sự của Ý ở Tummar Tây và Tummar Đông. Các xe tăng của Sư đoàn Thiết giáp 7 sẽ tiến hành phòng thủ ở phía tây để ngăn chặn một cuộc phản công của quân Ý và bảo vệ sườn của Sư đoàn Bộ binh Ấn Độ 4 khi đơn vị này tấn công vào các căn cứ.
Bộ binh Anh - Ấn đã tiến hành diễn tập một cuộc tấn công với xe tăng của Trung đoàn Xe tăng Hoàng gia 7 vào cuối tháng 11 và một cuộc diễn tập khác đã được công bố vào đầu tháng 12, và cuộc diễn tập vào tháng 12 này chính là cuộc tấn công thực sự. Vào đêm 9/10 tháng 12, cuộc tấn công chính thức bắt đầu với sự di chuyển về phía Đông khi lực lượng chính áp sát từ phía Tây. Cuộc tấn công này đã khiến cho quân Ý bất ngờ, phá hủy 28 xe tăng trước khi kíp lái kịp phản ứng và đột nhập vào căn cứ. Quân phòng thủ Ý và Libya đã chống lại cuộc tấn công với ý chí kiên cường nhưng đã bị tràn ngập một cách hệ thống bởi sự hiệp đồng tác chiến của bộ binh, xe tăng và pháo binh. Quân Ý - Libya chịu thương vong 4,157 người còn tổn thất của quân Anh là 56 người chết và 27 xe tăng bị vô hiệu hóa hoặc hư hỏng. Thành công tại Nibeiwa bắt đầu cho sự sụp đổ của quân Ý tại Ai Cập.

## Bối cảnh

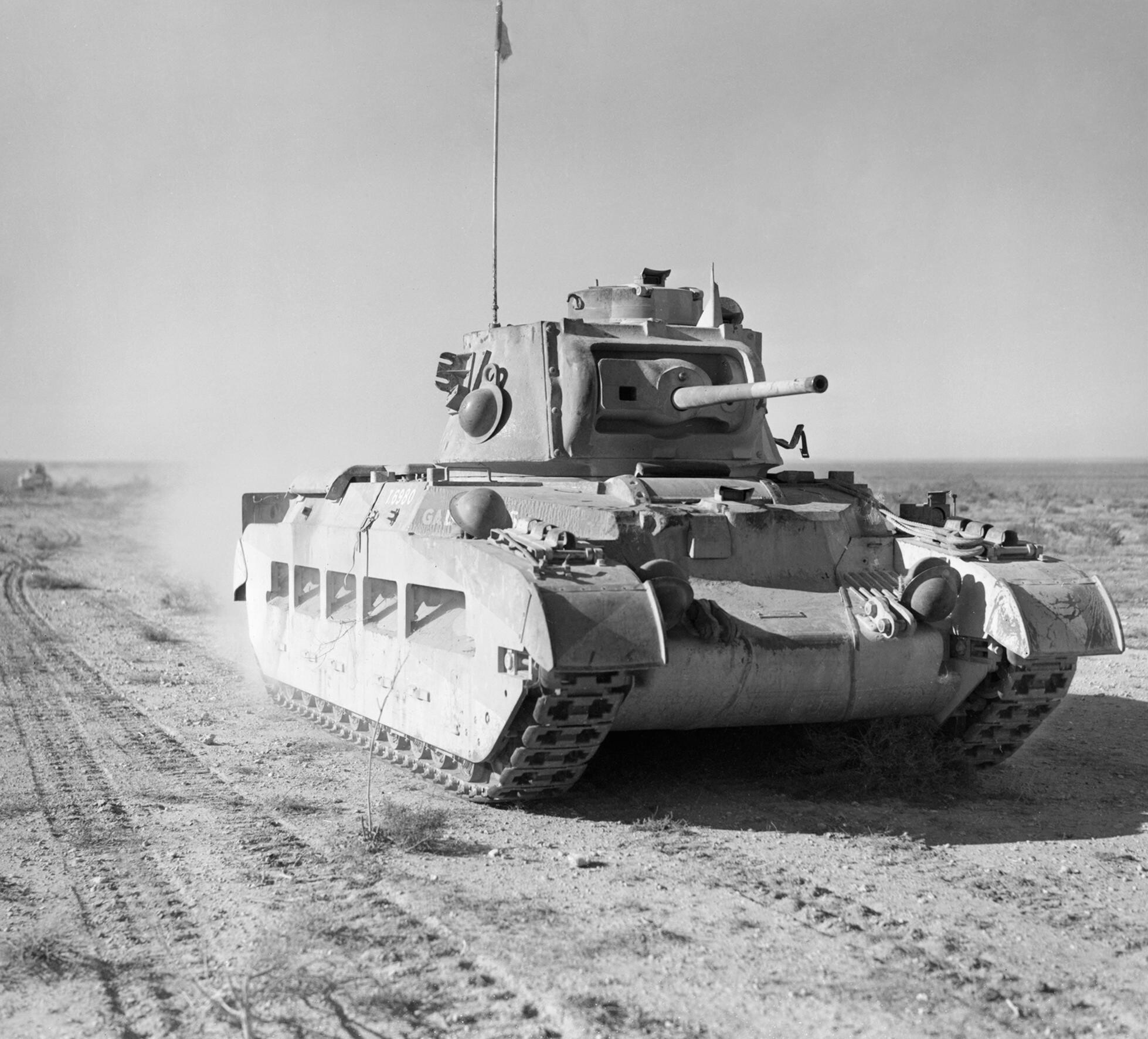
Xe tăng Matilda II của Ý tiến vào lãnh thổ Ai Cập

### Ý xâm lược Ai Cập
Cuộc xâm lược Ai Cập của Ý (Operazione E) bởi Tập đoàn quân 10 của Ý bắt đầu chống lại Lực lượng Sa mạc Tây vào ngày 13 tháng 9 năm 1940, sau nhiều ngày hoạt động ở biên giới Libya - Ai Cập để đẩy lùi quân Anh. Mục tiêu ban đầu của cuộc tiến công là một cuộc hành quân của Tập đoàn quân 10 từ Libya thuộc Ý dọc theo bờ biển Ai Cập đến kênh đào Suez. Sau nhiều lần trì hoãn, mục tiêu của cuộc tấn công đã được thay đổi bằng việc đánh chiếm cảng Sidi Barrani, một cuộc hành quân khoảng 65 dặm (105 km). Hai sư đoàn thuộc Tập đoàn quân 10 tiến lên và gặp các lực lượng bảo vệ của Đội Hỗ trợ 7 (Sư đoàn Thiết giáp 7) mà từ từ trở lại từ Sollum. Vào ngày 16 tháng 9, Tập đoàn quân 10 dừng tiến công và chiếm các vị trí phòng thủ xung quanh Sidi Barrani, để xây dựng các căn cứ quân sự kiên cố trong khi Via Balbia được mở rộng bởi Via della Vittoria. Sau khi con đường được xây dựng và nguồn tiếp liệu đã được tích trữ, một cuộc tiến công vào Mersa Matruh, khoảng 80 dặm (130 km) về phía đông sẽ bắt đầu. Các căn cứ được xây dựng từ Maktila với Sư đoàn 1 Libya trấn giữ, cách Sidi Barrani 15 dặm (24 km) về phía đông, về phía nam qua Tummars (phía đông và phía tây, Sư đoàn 2 Libya trấn giữ), đến Nibeiwa (Tập đoàn quân Maletti trấn giữ) từ đó đến 4 căn cứ tại Sofafi ở phía tây nam, trên vách đá ở phía trên dải ven biển. Các sư đoàn Blackshirt giữ Sidi Barrani và Sollum; một sư đoàn địa phương đóng quân tại Buq Buq. Các kỹ sư Ý đã làm việc trên một con đường mới từ Pháo đài Capuzzo qua Sollum đến Buq Buq, gần Sidi Barrani và một đường ống dẫn nước ngọt từ Bardia. Vào tháng 12, Tập đoàn quân 10 ở Ai Cập có quân số khoảng 80,000 người, 250 khẩu súng các loại và 120 xe tăng.

### Lực lượng Sa mạc Tây
Bài chi tiết: Lực lượng Sa mạc phía Tây
Bộ Tư lệnh Trung Đông Anh (Tướng  Archibald Wavell) tại Ai Cập và Palestine có 36,000 quân Anh, Khối Thịnh vượng chung và Pháp Tự do, 120 khẩu súng các loại, 275 xe tăng và 142 máy bay, trong hai phi đội tiêm kích Hurricane gồm có một Gloster Gladiators, ba Bristol Blenheims, ba Vickers Wellingtons và một Bristol Bombays, khoảng 46 máy bay tiêm kích và 116 máy bay ném bom. Lực lượng Sa mạc Tây (Trung tướng Richard O'Connor) bao gồm Sư đoàn Bộ binh Ấn Độ 4 (Thiếu tướng Michael O'Moore Creagh). Quân Anh có một số xe tăng tốc độ nhanh Mk I, cruiser Mk II và Mk III với pháo 2-pounder, vượt trội hơn so với xe tăng M11/39 của Ý. Quân Anh cũng có một tiểu đoàn xe tăng bộ binh Matilda II tốc độ chậm, mang theo 2-pounder và giáp không thể chống lại pháo chống tăng và súng trường chống tăng của Ý.

### Cụm Maletti
Bài chi tiết: Cụm Maletti
Tiểu đoàn Xe tăng hạng trung 1 (Thiếu tá Victor Ceva) và Tiểu đoàn Xe tăng hạng trung 2 (Thiếu tá Eugenio Campanile) và các xe tăng M11/39 thuộc Trung đoàn Bộ binh Xe tăng 32 ở Ý đã đổ bộ lên Libya vào ngày 8 tháng 7 năm 1940 và chịu quyền chỉ huy của Trung đoàn Bộ binh Xe tăng 4. Hai tiểu đoàn có lực lượng gồm 600 người, 72 xe tăng, 56 phương tiện di chuyển, 37 xe máy và 76 xe kéo mỗi tiểu đoàn. Những chiếc xe tăng hạng trung được tăng cường 324 tăng hạng nhẹ L3/35 đã có mặt tại Libya. Tập đoàn quân Maletti/Raggruppamento Maletti (Tướng Pietro Maletti) được thành lập tại Derna cùng ngày, với 7 tiểu đoàn bộ binh cơ giới Libya, một đại đội xe tăng M11/39, một đại đội xe tăng L3/33, pháo binh cơ giới và các đơn vị tiếp tế hậu cần là đơn vị cơ giới chính của Tập đoàn quân 10 và là đơn vị kết hợp vũ khí đầu tiên ở Bắc Phi.

## Mở màn

### Nibeiwa
Nibeiwa cách Sidi Barrani khoảng 12 dặm (20 km) về phía nam; căn cứ là một hình chữ nhật có tường đá với diện tích khoảng từ 0,62 đến 1,24 dặm (từ 1 đến 2 km) với các nơi trú ẩn cứ sau 50 yd (46 m) là hào chống tăng và bãi mìn, có một khoảng trống ở phía tây bắc cho phép các đoàn xe tiếp tế dễ dàng hơn. Tập đoàn quân 10 bắt đầu chuẩn bị tiến công vào Mersa Matruh vào ngày 16 tháng 12. Chỉ có tiểu đoàn xe tăng hạng nhẹ 9 với xe tăng L3/33 thuộc Sư đoàn 2 Libya Pescatori, Tiểu đoàn xe tăng hạng trung 2 với M11/39, với quân của Maletti tại căn cứ Nibeiwa và các tiểu đoàn xe tăng hạng nhẹ LXIII và XX, cùng với Sở chỉ huy Quân đoàn 21, vẫn còn ở Ai Cập. Năm căn cứ quân sự kiên cố từ bờ biển đến vách đá được bảo vệ tốt, nhưng lại cách quá xa để có thể liên kết với nhau một cách nhanh nhất, và việc phòng thủ ở các căn cứ này phụ thuộc vào các  cuộc tuần tra trên bộ và trên không để liên kết với nhau và đề phòng quân Anh. Các máy bay trinh sát Ý đã phát hiện đoàn xe vận tải quân sự của Anh trong khu vực, nhưng tướng Maletti lại không thông báo. Vào ngàyb 8 tháng 12, Maletti đã báo động cho Sư đoàn 2 Libya Pescatori rằng các máy bay Anh hoạt động ở tầm thấp bất thường có lẽ là nhằm ngụy trang cho các đơn vị thiết giáp đang di chuyển. Vào lúc 6:30 sáng ngày 9 tháng 12, Maletti đã liên lạc với các chỉ huy của Sư đoàn 1 Libya và Sư đoàn 2 Libya nhằm báo cáo các hoạt động chuẩn bị tấn công của quân Anh.

### Kế hoạch của quân Anh
Bài chi tiết: Chiến dịch Compass
Cuộc tập trận số 1 được tổ chức từ ngày 25 đến ngày 26 tháng 11 gần Matruh trên một địa hình được đánh dấu giống với các căn cứ của Ý tại Nibeiwa và Tummars, và quân đội được thông báo rằng một cuộc tập trận khác sẽ được tiến hành vào đầu tháng 12. Cuộc tập trận này thực sự rất hữu ích trong việc cung cấp thêm kinh nghiệm trong các hoạt động tác chiến ban đêm và chiến thuật tấn công vào một vị trí phòng thủ trên sa mạc. Một phương pháp tấn công vào một căn cứ phòng thủ vững chắc trong sa mạc đã đuọc phổ biến cho các đơn vị sẵn sàng cho cuộc tập trận số 2.
Sư đoàn Thiết giáp 7 và Sư đoàn Ấn Độ 4 được tăng viện với Lữ đoàn Bộ binh 16 của Anh, Trung đoàn Xe tăng Hoàng gia 7 và Lực lượng phòng thủ Matruh thuộc Tiểu đoàn Cận vệ Coldstream và một khẩu đội pháo binh dã chiến; Lữ đoàn 7 Ấn Độ hoạt động như một lực lượng dự bị và bảo vệ các đường dây liên lạc. Được bảo vệ bởi Đội Hỗ trợ, các lực lượng còn lại của Sư đoàn Thiết giáp 7 và Sư đoàn Ấn Độ 4 sẽ di chuyển giữa Nibeiwa và các căn cứ tại Sofafi và sau đó tấn công Nibeiwa từ phía tây với Lữ đoàn Bộ binh Ấn Độ 11 (Đại tá Reginald Savory) và 47 xe tăng Matilda II của Trung đoàn Xe tăng Hoàng gia 7. Các xe tăng tuần tra của Sư đoàn Thiết giáp 7 được giao nhiệm vụ ngăn chặn một cuộc phản công từ Sofafi và bảo vệ sườn trái Sư đoàn Ấn Độ 4. Một khi Nibeiwa thất thủ, quân Anh sẽ chuyển sang tấn công vào Tummars. Mỗi đơn vị phải có một kho tiếp liệu thực địa cách Matruh khoảng 40 dặm (64 km) về phía tây, được ngụy trang một cách công phu và cung cấp đầy đủ cho các hoạt động trong năm ngày và cung cấp nước ngọt trong hai ngày. Nếu cuộc tấn công thành công, những chiếc xe tăng của Sư đoàn Thiết giáp 7 sẽ di chuyển về phía bắc để cắt đứt tuyến đường rút lui của người Ý khỏi Sidi Barrani trong khi quân Ấn Độ đánh chiếm các căn cứ khác gần cảng. Maktila đã bị cô lập bởi Lực lượng phòng thủ Matruh, và những chiếc xe tăng phải di chuyển sang Buq Buq để cắt đứt đường rút lui của quân Ý đến Sollum.
Vào đêm 6/7 tháng 12, Sư đoàn Ấn Độ 4 rời căn cứ để tham gia Cuộc tập trận huấn luyện 2 dưới làn gió lạnh làm dấy lên bụi và che giấu các xe vận tải quân sự của các Đại đội Vận tải Cơ giới Dự bị New Zealand 4 và 6 khi họ di chuyển trên sa mạc. Sau khi di chuyển trong 50 dặm (80 km),  các lực lượng đã gặp nhau tại Bir Kenayis, cách Matruh khoảng 30 dặm (48 km) về phía nam và đào các chiến hào. Quân Anh nghỉ ngơi vào ngày 7 tháng 12, không bị các trinh sát cơ Ý phát hiện, và được thông báo rằng cuộc tấn công này là một cuộc tấn công thực sự vào buổi tối hôm đó. Vào ngày 8 tháng 12, cuộc tiến công được tiếp tục với bầu trời quang đãng, không có những cơn gió lạnh với tốc độ khoảng 8 dặm/giờ (13 km/h) ở phía trước và trong 40 dặm/giờ (64 km/h) ở phía sau, với việc quân Anh mong chờ sẽ bị tấn công bởi các máy bay Ý nhưng đã không xuất hiện. Đến cuối buổi chiều, quân Ấn Độ đã ở cách Nibeiwa 15 dặm (24 km) về phía đông nam, cách điểm xuất phát của họ 100 dặm (160 km) về phía tây. Vào lúc hoàng hôn, hai tiểu đoàn thuộc Lữ đoàn Ấn Độ 11 và Trung đoàn Xe tăng Hoàng gia 7 di chuyển dưới ánh trăng đến vị trí cách Nibeiwa 6 dặm (9,7 km) về phía tây nam; trước bình minh, các đơn vị đã tập trung tại một điểm cách 4000 yd (2,3 dặm; 3,7 km) về phía tây bắc của căn cứ. Tiều đoàn thứ ba di chuyển khoảng 3 dặm (4,8 km) ngắn ở phía đông của căn cứ, nằm trên một cao nguyên bằng phẳng với một thung lũng nông ở phía đó.

## Trận chiến
Các máy bay Anh đã tiến hành ném bom các căn cứ và gầm rú suốt cả ban đêm, để che giấu âm thanh của các phương tiện đang di chuyển trên mặt đất và ngăn không cho máy bay Ý xuất kích tấn công. Vào lúc 3:00 sáng, sau khi quân Ấn hành quân đến vòng ngoài, họ đến căn cứ thăm dò động tĩnh và bắt đầu nổ súng, lúc đó quân Ý đã bắn pháo sáng và bắn trả. Khi quân Ý ngừng bắn, quân Ấn thay đổi vị trí và khai hỏa lần nữa, dưới sự che chở của tiếng ồn ở phía đông Nibeiwa, xe tăng và xe vận tải quân sự của Anh đã di chuyển vòng quanh phía tây của căn cứ, và vào lúc 6:00 sáng, quân Ấn ở phía đông rút lui. Pháo binh Anh bắt đầu pháo kích từ phía đông, để đánh lạc hướng quân Ý. Vào lúc 7:15 sáng, pháo binh của Sư đoàn Ấn Độ 4 bắn vào Nibeiwa từ phía đông nam, khoảng 7:00 sáng và lúc 7:30 sáng, xe tăng bắt đầu tấn công với Khẩu đội Pháo binh Hoàng gia dã chiến 31 và bên cạnh là các Trung đội Tiểu liên Bren của bộ binh Ấn. Quân Ý đã tập trung 28 xe tăng M11/39 của họ ra bên ngoài, khi mà các kíp lái xe tăng bị bắt trong khi làm nóng động cơ.
Các đội xe tăng Ý không có thời gian phản ứng trước khi xe tăng của họ bị bắn hạ. Xe tăng Anh đã phá hủy bức tường và di chuyển vào căn cứ, khi mà quân Ý vừa mới ăn sáng; tướng Maletti tiến lên với một khẩu súng máy trong tay và bị giết do trúng đạn. Vào lúc 7:45 sáng, bộ binh Anh và Ấn theo dõi cuộc tấn công trên các xe tải quân sự, dừng lại cách đó 700 yd (640 m) để những người lính lên bờ và xông vào căn cứ. Pháo binh Ý và Libya đứng bên cạnh các khẩu pháo của họ nhưng nhận thấy rằng ngay cả đạn pháo dã chiến bắn ở tầm 30 yd (27 m) cũng không thể xuyên thủng lớp giáp xe tăng Matilda. Bộ binh Ý và Libya đã chiến đấu chống lại các xe tăng Anh bằng lựu đạn cầm tay nhưng quân Anh đã chiếm đóng căn cứ một cách dễ dàng bằng sự hiệp đồng tác chiến giữa bộ binh, xe tăng và pháo binh để tiêu diệt các ổ kháng cự bị cô lập. Đến 10:40 sáng, cuộc kháng cự cuối cùng của quân Ý đã bị dập tắt và quân Anh thu được một lượng lớn vật tư và nước ngọt.

## Kết quả

### Phân tích
Phóng viên chiến trường người Úc Alan Moorehead đã đến thăm Nibeiwa sau trận chiến. Để có được những thước phim và hình ảnh, anh ta phải di chuyển xung quanh các xe tải quân sự bị phá hủy và các xe thiết giáp Bren bị phá hủy do trúng mìn, và vượt qua các ô vuông trên mặt đất được đào để làm ụ súng máy. Các xác chết nằm xung quanh pháo đài; những chiếc xe tăng hạng nhẹ vô chủ đã ở bức tường phía tây, nơi Tập đoàn quân Maletti đã có chỗ đứng cuối cùng. Những chiếc xe tăng khác nằm rải rác khắp xung quanh bên trong căn cứ. Việc chiếm giữ căn cứ Nibeiwa đã dọn đường cho giai đoạn tiếp theo của cuộc tấn công của quân Anh, khi các xe tăng còn hoạt động và Lữ đoàn Bộ binh Ấn Độ 5 di chuyển về phía tây của các căn cứ Tummars và Lữ đoàn Bộ binh 16 đóng cửa khu vực bị bỏ trống bởi Lữ đoàn Ấn Độ. Lực lượng Sa mạc Tây hoàn thành việc đánh chiếm các căn cứ và chiếm được Sidi Barrani, tiêu diệt hai sư đoàn Ý vào ngày 10 tháng 12, khi hai sư đoàn khác bị bao vây trên tuyến đường Mersa Matruh - Sidi Barrani và buộc hai sư đoàn này đầu hàng. Vào thời điểm Sidi Barrani thất thủ vào ngày 11 tháng 12, con số tù binh mà WDF bắt tăng lên 38,300 người, 73 xe tăng và 422 khẩu súng các loại, còn tổn thất của WDF là 133 người chết, 387 người bị thương và 8 người mất tích. Vào ngày 8 tháng 12, kế hoạch đánh chiếm Bardia được thành lập dựa trên các bức không ảnh và các bản báo cáo tuần tra ban đêm, bản kế hoạch này không tạo sự bất ngờ giống như cuộc tấn công vào Nibeiwa, vì nó có hệ thống phòng thủ ít hơn nhiều và cách quá xa các căn cứ lân cận để hỗ trợ tiếp ứng. Hệ thống phòng thủ của Bardia gợi nhớ đến các cấu trúc phòng thủ từng được sử dụng trong Thế chiến 1, và pháo binh Anh sẽ đóng vai trò quan trọng hơn nhiều so với ở Nibeiwa. Kinh nghiệm của cuộc tấn công ở đó rất quan trọng đối với kế hoạch tấn công kết hợp bất ngờ, hỏa lực, xe tăng và khả năng cơ động của xe tăng bộ binh để đột nhập vào hệ thống phòng thủ của cảng.

### Thương vong
Năm 1954, nhà sử học Anh I. S. O. Playfair đã viết rằng quân Anh đã bắt sống 2,000 quân Ý và Libya và một số lượng lớn trang thiết bị vật tư và nước ngọt, quân Anh tổn thất 56 người. Năm 1979, lịch sử chính thức của Ý đã đưa ra quân Ý và Libya thương vong tổng cộng 819 người thiệt mạng, cùng với tướng Maletti và 1,338 người bị thương.

### Diễn biến tiếp theo
Cuộc tấn công vào Tummars Tây bắt đầu lúc 1:50 chiều, sau khi Trung đoàn Xe tăng Hoàng gia 7 được tiếp nhiên liệu và pháo binh Anh pháo kích vào hệ thống phòng thủ trong một giờ. Một hướng tiến công khác được thực hiện từ phía Tây Bắc, những chiếc xe tăng đã phá vỡ bức tường phòng ngự của căn cứ và được bộ binh theo dõi hai mươi phút sau đó. Quân phòng thủ đã kháng cự kiên cường nhưng đến 4:00 chiều, Tummars Tây bị tràn ngập ngoại trừ góc đông bắc. Xe tăng Anh bắt đầu di chuyển đến Tummars Đông, phần lớn trong số đó bị bắt lúc hoàng hôn. Lữ đoàn Thiết giáp 4 đã tiến vào Azziziya, một căn cứ gồm 400 người đã đầu hàng, các đội tuần tra hạng nhẹ của đơn vị Kỵ binh số 7 đã tiến về phía trước để cắt đứt đường rút lui từ Sidi Barrani đến Buq Buq, trong khi những chiếc xe thiết giáp của đơn vị di chuyển xa hơn về phía tây. Lữ đoàn Thiết giáp 7 được tổ chức thành lực lượng dự bị sẵn sàng để đánh chặn một cuộc phản công của quân Ý. Sư đoàn Libya 2 mất 26 sĩ quan và 1,327 người chết, 32 sĩ quan và 804 người bị thương, trong đó những người sống sót còn lại bị bắt làm tù binh.